# Ottenbüttel
Ottenbüttel település Németországban, Schleswig-Holstein tartományban. Lakosainak száma 741 fő (2023. december 31.).

## Népesség
A település népességének változása:
| Lakosok száma | 581  | 720  | 748  | 738  | 744  | 738  | 741  |
|               | 1975 | 2014 | 2017 | 2019 | 2021 | 2022 | 2023 |